# وحشيات أخرى
وحشيات أخرى (الاسم العلمي: †Allotheria) هي أصنوفة من الحيوانات ثديية الشكل المنقرضة تتبع وحشيات الشكل.

## التصنيف
- الحراميات
  - الحراماويات
    - نظيرات الحرامية
      - الحرامية